# Hamadrüaszok

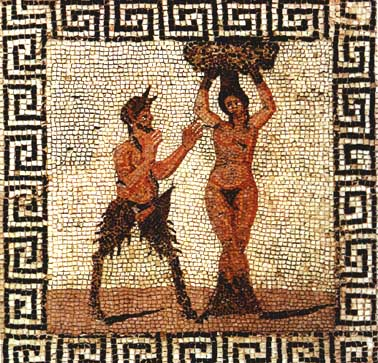
Pán és hamadrüasz, cserépmozaik Pompejiből

Hamadrüaszok (Hamadryadok) a görög mitológiai történetekben az erdők, ligetek fáiban élő teremtmények, a fák lelkei, a nimfák egy csoportja volt. A hamadrüaszok együtt születtek a fákkal, és a fa pusztulása egyben a benne lakó nimfa halálát is jelentette. Ezért a drüaszok és az istenek megbüntettek minden halandót, aki bántalmazta a fákat.